# Feishahe Shuiku
Feishahe Shuiku är en reservoar i Kina. Den ligger i provinsen Hubei, i den centrala delen av landet, omkring 150 kilometer norr om provinshuvudstaden Wuhan. Trakten runt Feishahe Shuiku består till största delen av jordbruksmark.
Genomsnittlig årsnederbörd är 1 211 millimeter. Den regnigaste månaden är augusti, med i genomsnitt 187 mm nederbörd, och den torraste är december, med 12 mm nederbörd.